# Филит са Коса
Филит са Коса (грч. Φιλίτας ὁ Κῷος, Philītas ho Kōos; око 340. п. н. е. – око 285. п. н. е.), понекад се пише и Филитас (Φιλήτας, Philētas), био је грчки научник, песник и граматичар. Стварао је током раног хеленистичког периода античке Грчке.
Сматра се оснивачем хеленистичке школе поезије, која је цветала у Александрији око 323. године пре нове ере. Такође слови као учитељ краља Птоломеја II Филаделфа и песника Теокрита. Био је мршаве и слабе конституције; Атенеј га је касније представљао карикатурално, као учењака толико заокупљеног својим академским радом да је последично физички пропао и умро.
Био је први велики грчки писац који је успешно стварао и као научник и као песник. Његово дело и позитивна репутација потрајала је столећима након његове смрти, због тога што је био успешан песник и пионир у проучавању речи. У делу Disorderly Words дао је описе и значења мање познатих речи у књижевности, укључујући и мање познате речи које је користио Хомер. Његову поезију, посебно елегијску песму Demeter, веома су поштовали каснији антички песници. Међутим, скоро сав његов рад и опус је данас изгубљен.

## Биографија
Мало се зна о Филитовом животу. Антички извори га помињу као Коана, староседеова или дугогодишњег становника Коса, дела оствља Додеканез, у Егејском мору, одмах уз обалу Азије.
Његов ученик Теокрит је написао да је Филетов отац био Телеф (Τήλεφος, Tḗlephos), а мајка, под претпоставком да је рукопис исправно пренет, Еуктионе (Εὐκτιόνη, Euktiónē). Из коментара о Филити у великој енциклопедији Суди, процењује се да је рођен око 340. п. н. е. и да је можда стекао репутацију знаменитог уметника на Косу до око 309/308. п. н. е. Током Ратова дијадоха који су уследили након смрти Александра Великог и поделе Александровог царства, Птолемеј је освојио Кос од ривала Антигона, 310. године. пре нове ере; његов син, Птолемеј II Филаделф, рођен је тамо 308. године. пре нове ере. Кос је било омиљена дестинација књижевника који су се уморили од стила живота у Александрији.
Филит је постављен за Филаделфовог учитеља, што указује на то да се преселио у Александрију око 297/6. п. н. е. и вратили се на Кос крајем 290-их година пре нове ере. Могуће је да је подучавао и Арсиноју II, Филаделфову старију сестру и касније супругу. Каснији лични учитељи краљеве деце у птолемејском Египту углавном су били на челу Александријске библиотеке али није познато да ли је Филит држао ту позицију. Филит је такође подучавао песнике Хермесијанакта и Теокрита и граматичара Зенодота.
Након што се вратио на Кос, изгледа да је провео најмање десет година водећи братство интелектуалаца и песника међу којима су били Арат, Хермесијанакс и Теокрит.
Хермесијанакс је писао о „Филиту, који пева о спретној Битис“, а Овидије је два пута назива „Батис“. Уобичајено је мишљење да је Битис или Батис била Филитова љубавница и да је Хермесијанакс говорио о љубавној поезији; друга могућност је да је њено име означавало особину „брбљивица“ те да је била духовито оличење Филитове страсти према речима.
Филит је био мршав и крхак, и могуће је да је патио и умро од болести исцрпљености. Изгледа да је умро на Косу негде око 280-их година пре нове ере. Његов ученик Хермесијанакс је написао да су му становници Коса подигли статуу испод платана, приказујући га као „крхког и без улепшавања“. Његов савременик Посидип је написао да је Филаделф наручио бронзану фигуру Филита у старости, од вајара Хекатеја,  која „није садржала ништа од физичког изгледа хероја. Не, ... он је одбацио старца пуног бригама." Римски писац Елијан је скептично пренео причу да је Филит био толико мршав да је ставио оловне тегове у ђонове својих ципела како би га избегао јак ветар.
Грчки аутор Атенеј из Наукратиса је написао да је Филит толико интензивно проучавао лажне аргументе и нетачну употребу речи да се исцрпео и умро од глади, и да је његов епитаф гласио:
| Оригинал                                                                      | Транслитерација                                                                     |
| ----------------------------------------------------------------------------- | ----------------------------------------------------------------------------------- |
| ξεῖνε, Φιλίτας εἰμί· λόγων ὁ ψευδόμενός μεὥλεσε καὶ νυκτῶν φροντίδες ἑσπέριοι | Xeîne, Philítas eimí. Lógōn ho pseudómenós mehṓlese kaì nyktôn phrontídes hespérioi |

Свети Џорџ Сток је анализирао причу рекавши да је Филит проучавао мегарску филозофску школу, познате по проучавању логичких парадокса попут парадокса лажљивца: Ако неко каже „Ја лажем“, да ли је то што каже истина или лаж? Сток је написао да је Филит био толико забринут због парадокса лажљивца да је умро од последица несанице и превео је епитаф на следећи начин:
Дословнији превод сугерише да измишљени епитаф исмева Филитову претерану усредсређеност на коришћење адекватних речи: 
Stranger, I am Philitas. The lying word and nights' evening cares destroyed me.

## Утицај
Филит је био најважнији интелектуалац у раним годинама хеленистичке цивилизације. Одмах је стекао признање и по поезији и по научном проучавању књижевности. Колико је познато, био је прва особа која је имала епитет „песник као и научник“ (ποιητης αμα και κριτικος).
Био је учитељ Филаделфа и претпоставља се да је имао велики утицај на развој Мусејона у Александрији, научне институције која је обухватала чувену Александријску библиотеку. Подигнута му је статуа, вероватно у музеју на Косу, а његово дело су недвосмислено признали као класик књижевности и Теокрит и Калимах.
Његов углед по учености и академском раду је трајао најмање век након смрти. У Атини, комичар Стратон је правио шале које су претпостављале да публика зна Филитин речник, а више од једног века касније тај речник је критиковао утицајни стручњак за Хомеров опус, Аристарх Самотракски, у свом делу Против Филита (Πρὸς Φιλίταν, Pròs Philítan). Географ Страбон га је три века касније описао као „истовремено песника и критичара“. Филит је био први писац чија дела представљају комбинацију особина које се данас сматрају хеленистичким: разноврсност, ученост и употреба хомерских извора у нехеројским, не-епским делима. Он је директно утицао на главне хеленистичке песнике Калимаха и Аполоније са Родоса. Његову поезију су помињали или кратко цитирали Калимах и други антички аутори, а његова песничка слава трајала је најмање три века, пошто су га августовски песници сматрали синонимом за аутора највећег домета елегијске поезије. Проперције га је повезao са Калимахом у следећем чувеном дистиху (1. век п. н. е.):
| Callimachi Manes et Coi sacra Philetae, in vestrum, quaeso, me sinite ire nemus. | Shade of Callimachus and shrine of Coan Philitas, allow me, I beg you, to walk into your grove. |
|                                                                                  |                                                                                                 |

Фрагменте његових дела је објединио и уредио Спанудакис, са коментарима на енглеском:
- Konstantinos Spanoudakis (2002). Philitas of Cos. Mnemosyne, Supplements, 229. Leiden: Brill. ISBN 90-04-12428-4.[29][30]

а такође и код Деторија (за речник) и од Сбарделе (за поезију) са коментарима на италијанском:
- Emanuele Dettori (2000). Filita grammatico: Testimonianze e frammenti: introduzione, edizione e commento (на језику: италијански). Rome: Quasar. ISBN 88-7140-185-9.
- Livio Sbardella (2000). Filita: Testimonianze e frammenti poetici: introduzione, edizione e commento (на језику: италијански). Rome: Quasar. ISBN 88-7140-182-4.

Раније збирке фрагмената приредили су Кајзер, Бах, Новацки, и Кухенмилер, као и Мас.

## Дела
Антички извори пишу његово име на различите начине. Исправна форма је Φιλίτας (Филитас) и она је античког порекла и била је уобичајена на Косу, али је и дорска варијанта Φιλήτας (Филетас) такође из антике; акценатска форма Φιλητᾶς (Филетâс) није постојала пре доба Римског царства.

Филит је написао речник у коме објашњава значења ређе коришћених књижевних речи и термина, речи из локалних дијалеката и техничке термине; дело је вероватно имало облик лексикона. Речник под називом Disorderly Words (Ἄτακτοι γλῶσσαι, Átaktoi glôssai), данас је изгубљен, док је само неколико фрагмената сачувано кроз цитате других писаца.
Један пример, који наводи Атенеј, јесте да је реч πέλλα (pélla) значила „чаша за вино“ у старогрчкој регији Беотији; ово је очигледно било у супротности са истоветном речју која значи „канта за млеко“ у Хомеровој Илијади.
Херменеја, још једно научно дело, вероватно је садржала Филитова критичка тумачења Хомера и других аутора.
Познато је око тридесет фрагмената Филитове поезије, уз четири сачувана наслова:
- Demeter, Филитино најпознатије дело, састојала се од елегијских двостиха, или двостиха у елегијском метру.  Његови малобројни сачувани фрагменти указују на то да је описивао лов богиње жита Деметре на њену ћерку Персефону .  Фрагменти описују Деметрин долазак на Кос и топао дочек од стране краљевске породице Меропида, односно људи двоструко већих од нормалне величине, чиме представљају оснивачки мит о локалном култу Деметре на Косу.
- Hermes, епилион, или кратка митолошка нарација, написана у хексаметру. Имала је структуру химне, са централном нарацијом која говори о Одисејевој посети острву краља Еола, чувара ветрова, и о Одисејевој тајној афери са краљевом кћери Полимелом. Такође је могуће да је Hermes била збирка таквих прича, са покровитељством самог Хермеса као заједничком нити.
- Playthings (Παιγνια, Paígnia) су садржале две краће збирке. Ове песме су имале структуру епиграма, а могућа тема је била еротика. Једина сачувана песма садржи два елегична куплета и има структуру загонетке или слагалице карактеристичне за неке старогрчке песме за сколије (песме за певање на гозбама).
- Само је један епиграм потпуно реконструисан

Још једна могућа песма је Telephus, која је можда била пратећа уз песму Demeter.
Највише педесет стихова из Филитиовог поетског опуса је сачувано. Испод је пример фрагмента од два стиха, који је цитиран у Збирци парадоксалних прича, чији претпостављени аутор Антигон (често поистовећен са Антигоном из Кариста, готово савремеником) не прецизира из ког дела потичу; индиректни докази указују на Деметру. Ова два стиха показују спајање Филитиних интересовања за поезију и нејасне речи:
| Оригинал                                                           | Транслитерација                                                     |
| ------------------------------------------------------------------ | ------------------------------------------------------------------- |
| γηρύσαιτο δὲ νεβρὸς ἀπὸ ζωὴν ὀλέσασαὀξείης κάκτου τύμμα φυλαξαμένη | Gērýsaito dè nebròs apò zōḕn olésasaoxeíēs káktou týmma phylaxaménē |

Према Антигону, „кактус“ (κάκτος, káktos ) је била трновита биљка са Сицилије и „Када јелен нагази на њега и убоде се, његове кости остају нечујне и неупотребљиве за прављење фруле. Из тог разлога је Филит говорио о њему.“ Антигон цитира још један одломак, док антологичар из петог века нове ере, Стобеј, цитира једанаест одломака из Филитових дела; преостали фрагменти су изведени на основну коментатора из доба атнике, који су цитирали Филита када су говорили о ретким речима или именима које су користили други аутори.